# Das Comitat geht in die Höh!
Das Comitat geht in die Höh! ist eine Schnellpolka, die Johann Strauss Sohn zugeschrieben wird (op. 457). Ort und Datum der Uraufführung sind nicht überliefert.